# Российский театр драмы имени Ф. Волкова
Росси́йский госуда́рственный академи́ческий теа́тр дра́мы имени Ф. Во́лкова — старейший драматический театр России. Основан в 1750 году. Здание расположено в центре Ярославля по адресу: площадь Волкова, 1.
16 сентября 2019 года театру присвоен статус особо ценного объекта культурного наследия.
Художественный руководитель театра — Валерий Кириллов, директор — Герман Громов.

## Первый русский театр
История Волковского театра восходит к кожевенному амбару, в котором, по преданию, два с половиной века назад молодой сын костромского купца Фёдор Григорьевич Волков с братьями и друзьями начал устраивать в Ярославле театральные представления. Первое из них прошло 10 июля 1750 года в кожевенном амбаре отчима Фёдора, купца Полушкина — это была «Эсфирь» Жана Расина в переводе Фёдора Волкова. Специальное театральное здание («театральная хоромина») открылось на Никольской улице 7 января 1751 года трагедией А. П. Сумарокова «Хорев», были изготовлены костюмы, декорации; сложился постоянный репертуар. Слух о молодых ярославцах дошёл до императрицы Елизаветы Петровны, которая в январе 1752 года вызвала их в Петербург специальным указом. С тех пор основатель театра в Ярославль больше не возвращался.
Театр Фёдора Волкова в Ярославле принято считать первым русским публичным общедоступным профессиональным театром. Разумеется, в те времена в России существовало немало театральных трупп, прежде всего иностранных, «баловались театром» школяры, нередки были разовые постановки театральных действ «по случаю». Тем не менее, ярославский театр Фёдора Волкова считается первым. Именно он впервые отвечал всем характеристикам, заложенным в определении — Русский Публичный Профессиональный Театр. Русский — потому что здесь русские актёры играли пьесы на русском языке. Публичный — потому что он был общедоступным, в отличие от театров дворцовых, домашних или школьных; ранжир публики в зале зависел именно от цены на билет, а не от социального статуса. Профессиональный — потому что актёры получали зарплату за свой труд, актёрство стало их профессией. Наконец, Театр — потому что это была не труппа, не отдельная постановка, а именно театр с организационной точки зрения — с постоянным репертуаром, с билетным хозяйством, со всей «матчастью» — зданием, декорациями, костюмами (когда «волковцы» уезжали по вызову Елизаветы Петровны в Петербург, одних костюмов набралось на 19 подвод).

## Театр в XVIII—XIX веках

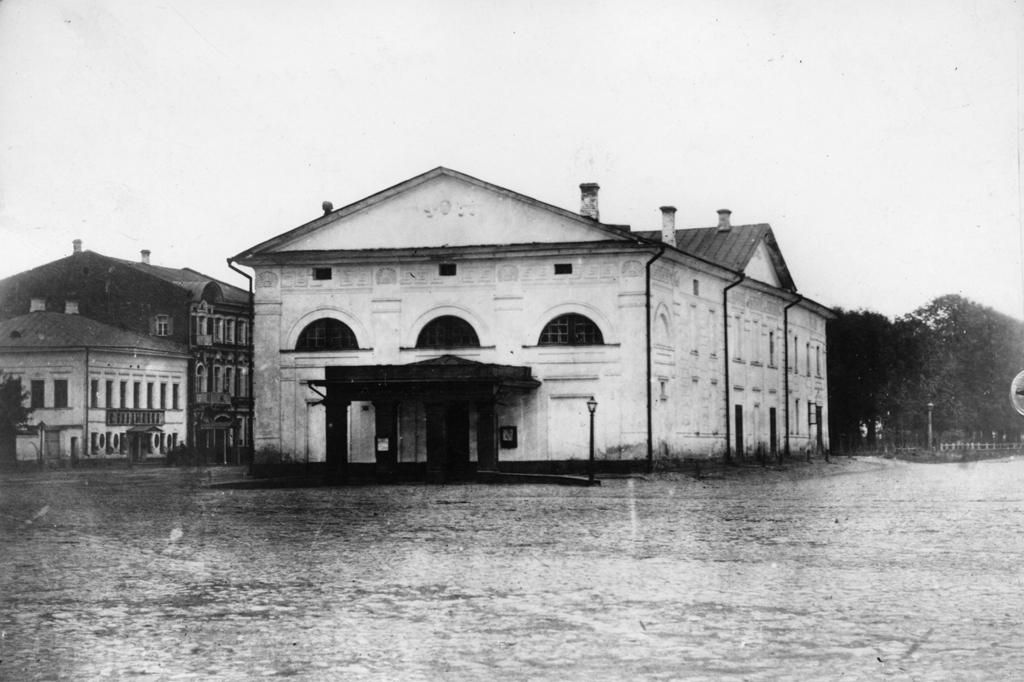
Здание театра, начало 1880-х гг.

После отъезда Ф. Г. Волкова в Санкт-Петербург (1752) созданный им Ярославский театр продолжал свою деятельность. Руководили театром братья Фёдора — Алексей и Гавриил, но, видимо, материальные причины и отсутствие организаторского таланта не позволили братьям закрепить начатое Фёдором дело. С 1756 года театр перестал существовать. Театральное здание не сохранилось, видимо став жертвой большого городского пожара
Затем театры в Ярославле возникали по частной инициативе: театр в своём доме держали губернаторы — Алексей Петрович Мельгунов, Михаил Николаевич Голицын; содержали театры в специально построенных зданиях князь Урусов и губернский архитектор Пётр Паньков. Сменялись владельцы, директора и антрепренёры, и лишь в 1882 году театр стал городским.

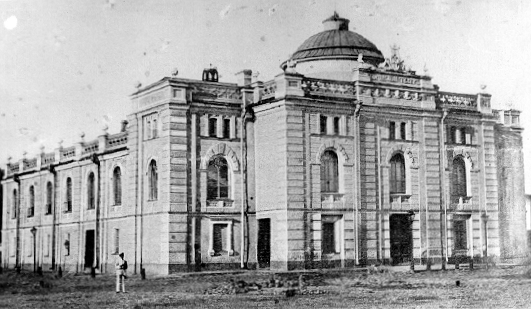
Старое здание городского театра имени Ф. Г. Волкова, 1882—1907 годы

Отдельно стоит сказать о зданиях ярославского театра. Здание урусовского театра находилось на Ильинской площади; как оно выглядело, неизвестно — к концу 1810-х годов строение пришло в негодность и фотографий его не существует. Здание театра Петра Панькова было построено в 1820 году на месте стены Земляного города; его внешний вид также неизвестен (сохранились его проектные эскизы в духе классицизма, но в какой степени они были воплощены в жизнь — неизвестно). Именно Паньков впервые разместил театр на Власьевской площади, в дальнейшем получившей название Театральная, а в 1938 году переименованной в площадь Волкова. Это здание в 1838 году было куплено купцом Алексеевым и перестроено в 1840-х годах (существует фотография, отображающая этот этап). Затем театр был куплен городом и в 1882 году произведена ещё одна реконструкция.
К концу XIX века ярославский театр был знаменит на всю Россию как один из лучших. На этой сцене начинали свой путь Любовь Никулина-Косицкая, Пелагея Стрепетова, Иван Москвин, Леонид Собинов. К этому времени ярославский театр был признан преемником театра Фёдора Волкова, поэтому торжества по поводу 150-летия российского театра в 1900 году прошли именно здесь (тогда как 100-летие отмечалось в 1856 году в Петербурге; именно тогда Михаил Щепкин произнес знаменитую фразу «…Волкову, Волкову, Волкову всем мы обязаны!», обратив внимание на «первородство» Ярославля).

## Театр в XX веке

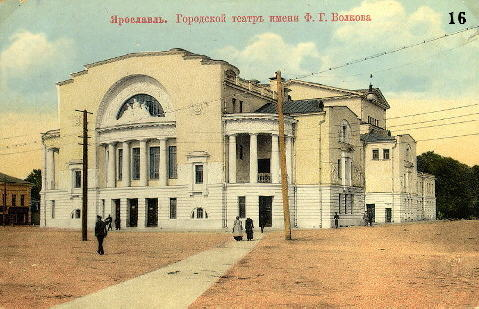
Городской театр имени Ф. Г. Волкова. 1911—1917 год

В 1909 году был объявлен конкурс на лучший проект нового здания театра; конкурс выиграл архитектор Николай Спирин (проект под девизом «Танцующие в круге» в подражание павильону Жилярди в Кузьминках). Здание было построено в 1911 году — в нём Волковский театр находится и по сей день. В том же году театру было присвоено имя Ф. Г. Волкова. В октябре 1918 года театр был муниципализирован.

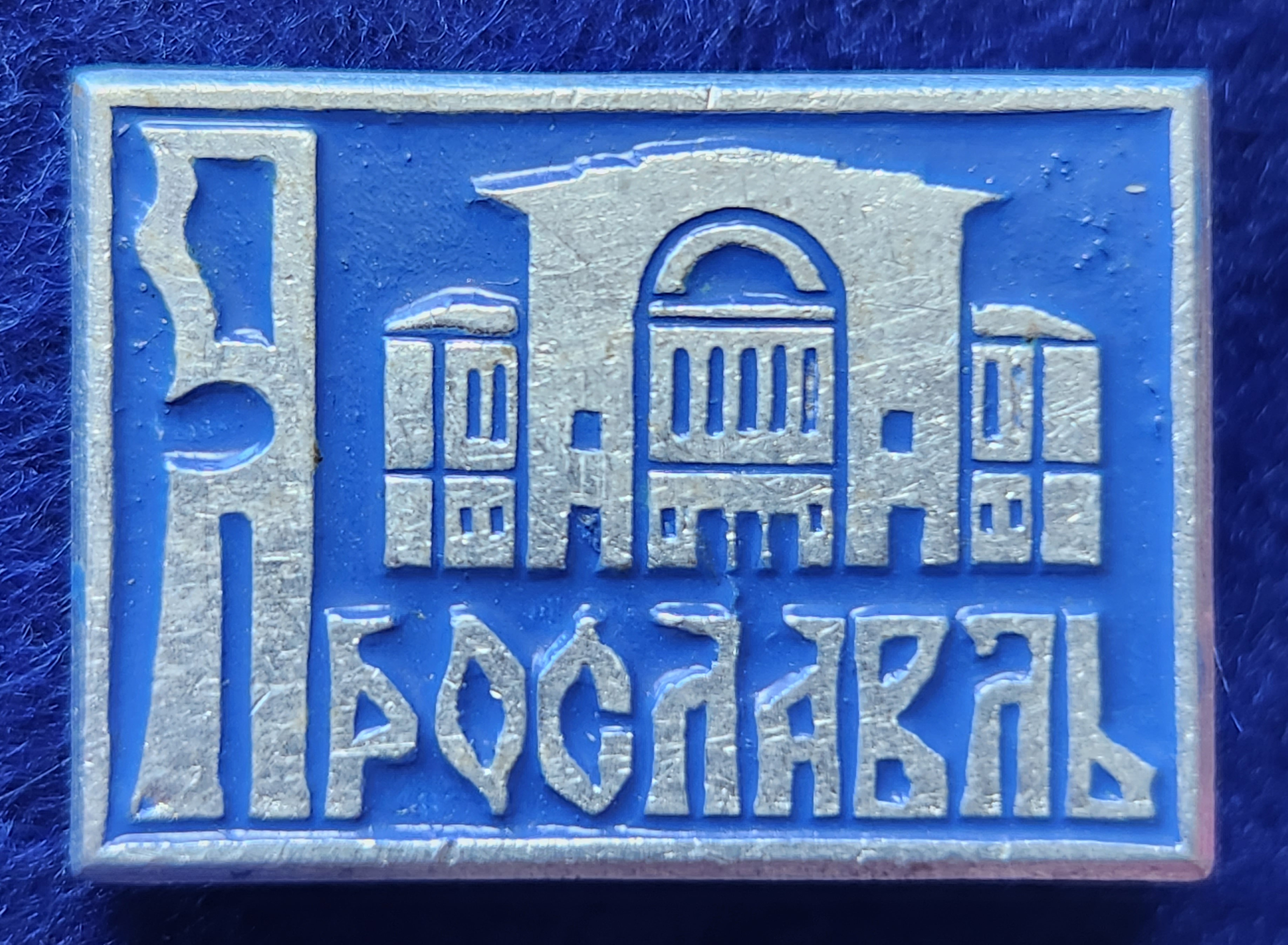
Значок Ярославский академический театр драмы имени Ф. Волкова

В советское время Волковский театр также снискал славу одного из лучших в провинции. Временем расцвета его можно считать 1960—1970-е годы, когда художественным руководителем театра был выдающийся режиссёр, народный артист СССР, лауреат Государственных премий Фирс Ефимович Шишигин. К этому времени в театре сформировалась сильнейшая труппа: народные артисты СССР и РСФСР Александра Чудинова, Клара Незванова, Сергей Ромоданов, Григорий Белов, Валерий Нельский — легендарные имена театральной сцены.
11 июня 1950 года «за большие достижения в области развития театрального искусства, в связи с 200-летием со дня основания» театр был награжден Орденом Трудового Красного Знамени.
29 апреля 1966 года «за выдающиеся заслуги в развитии советского театрального искусства» Министерство культуры СССР присвоило Ярославскому ордена Трудового Красного знамени театру имени Ф. Г. Волкова почетное наименование — академического.
В 1970 году театр из подчинения Управления культуры Ярославского облисполкома переходит в ведение Министерства культуры РСФСР.
В 1975 году в связи с 225-летием Волковский театр был награждён орденом Октябрьской революции.
В мае 2000 года в театре прошли торжества по случаю 250-летия русского театра. В рамках первого Волковского театрального фестиваля свои спектакли показали ведущие театральные коллективы страны: БДТ имени Г. Товстоногова, Александринский театр, Малый театр, МХАТ имени А.П. Чехова, МХАТ имени М. Горького, театры из Нижнего Новгорода и Твери. В торжественном вечере, посвящённом 250-летию создания в Ярославле Первого русского театра, принял участие Президент России В. В. Путин, вручивший волковцам высокие государственные награды.
Театр в разное время именовался по-разному. Даже энциклопедические источники не дают однозначной картины. 49 том Большой советской энциклопедии второго издания даёт наименование статьи Ярославский драматический театр имени Ф. Г. Волкова, но в скобках даётся уточнение Ярославский ордена Трудового Красного Знамени драматический театр имени Ф. Г. Волкова. Театральная энциклопедия даёт название статьи Ярославский театр имени Ф. Г. Волкова и тут же уточнение (Ярославский академический ордена Трудового Красного Знамени драматический театр имени Ф. Г. Волкова) 30-й том Большой советской энциклопедии третьего издания даёт название статьи Ярославский театр и далее выделение петитом имени Ф. Г. Волкова, драматический. В энциклопедии «Русский драматический театр» название статьи Российский театр драмы им. Ф. Г. Волкова.
С 1992 года официальное наименование театра — Российский государственный академический театр драмы имени Фёдора Волкова.

## Современное состояние театра

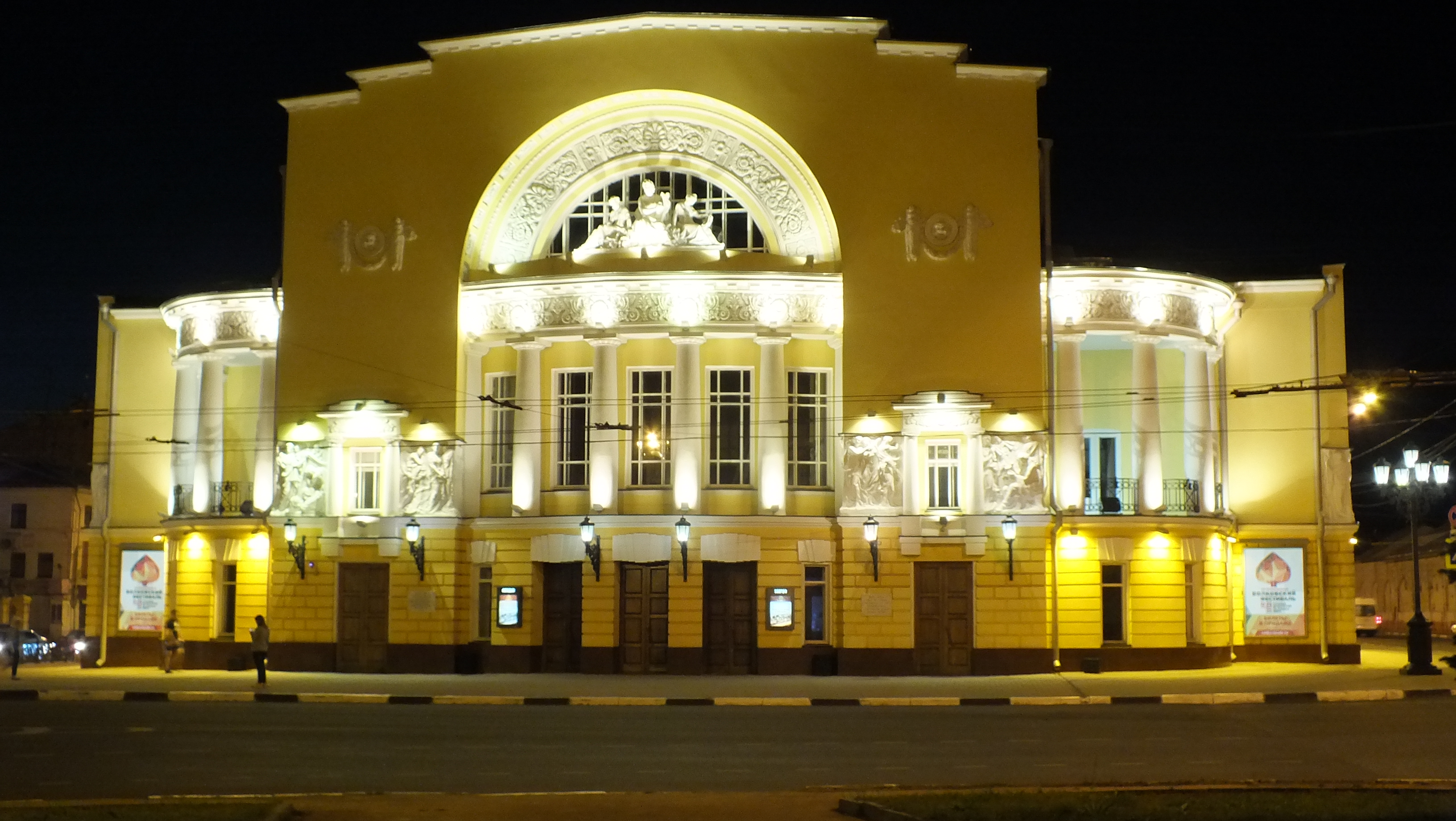
Российский театр драмы имени Волкова ночью

В настоящее время Российский государственный академический театр драмы имени Фёдора Волкова один из самых известных и крупных театров российской провинции: здесь более 200 сотрудников (в том числе 60 чел. — труппа); в театре две сцены — Основная (зрительный зал на 686 мест) и Камерная (зрительный зал на 100 мест); в действующем репертуаре около 30 наименований. Помимо Волковского театрального фестиваля, который проходит в театре ежегодно в октябре-ноябре под девизом «Русская драматургия на языках мира», с 2009 года здесь также проходит молодёжный театральный фестиваль «Будущее театральной России» (апрель-май), где свои работы представляют выпускники ведущих театральных школ России.
Театр продолжает располагаться в здании, построенном для него в 1911 году на площади, получившей имя Фёдора Волкова. Напротив здания театра в 1973 году установлен памятник Фёдору Волкову. 
13 декабря 2018 года в Российском государственном академическом театре драмы имени Ф. Г. Волкова  прошла церемония открытия Года театра в России, на которой присутствовал Президент Российской Федерации Владимир Путин. На церемонию, проходившую в формате Всероссийского сбора театральной труппы, приехали более 200 гостей из 45 регионов: представители профессионального сообщества, деятели искусства, режиссеры, актеры театра, представители Союза театральных деятелей.  
В конце марта 2019 года Владимир Мединский принял решение объединить Александринский театр и Волковский театр в Первый национальный театр России. Но в тот же день премьер-министр России Дмитрий Медведев приостановил действие приказа Минкульта «в связи с многочисленными обращениями общественности в адрес председателя правительства». Премьер-министр поручил Владимиру Мединскому провести широкое обсуждение этого проекта с привлечением профессионального сообщества и общественности Санкт-Петербурга и Ярославля. В дальнейшем этот проект был отклонён.
16 сентября 2019 года Президент России В.В. Путин подписал Указ «Об отнесении федерального государственного бюджетного учреждения культуры «Российский государственный академический театр драмы имени Фёдора Волкова» к особо ценным объектам культурного наследия народов Российской Федерации». 
В 2020 при театре открылся культурно-образовательный центр имени Ивана Дмитревского для приобщения детей к театральному искусству.
17 июня 2025 года в честь 275-летия театра Банк России выпустил в обращение серебряную монету номиналом 3 рубля «Первый русский профессиональный театр».

## Персоналии

### Режиссёры
В разные годы режиссёрами театра были:
- Заслуженный деятель искусств РСФСР Манский, Давид Моисеевич
- Народный артист СССР Шишигин, Фирс Ефимович
- Народный артист СССР Монастырский, Пётр Львович
- Народный артист РСФСР Кузьмин, Владимир Валентинович
- Народный артист РСФСР Ростовцев, Иван Алексеевич
- Заслуженный деятель искусств РФ Боголепов, Владимир Георгиевич
- Заслуженный деятель искусств РФ Васильев, Пётр Павлович
- Заслуженный деятель искусств РФ Марчелли, Евгений Жозефович
- Заслуженный артист РФ Сергей Витауто Пускепалис

### Актёры
Народные артисты СССР
- Белов, Григорий Акинфович
- Нельский, Валерий Сергеевич
- Тихонов, Сергей Константинович

Народные артисты России
- Караев, Юрий Александрович
- Кузьмин, Николай Васильевич
- Раздьяконов, Феликс Иннокентьевич
- Ромоданов, Сергей Дмитриевич
- Солопов, Владимир Алексеевич[18]
- Терентьева, Наталия Ивановна[19]
- Чудинова, Александра Дмитриевна
- Сергеев, Валерий Валентинович
- Иванова, Татьяна Борисовна[20]

Заслуженные артисты России
- Балашов, Владимир Васильевич
- Брыткова, Людмила Ивановна
- Гладенко, Татьяна Борисовна
- Дубов, Лев Петрович
- Исаева, Татьяна Ивановна
- Канунникова, Татьяна Васильевна
- Козельская, Алла Васильевна
- Майзингер Владимир Александрович
- Макарова-Шишигина, Лидия Яковлевна
- Мокеев, Феликс Матвеевич
- Незванова, Клара Георгиевна
- Романов, Вадим Валерьевич
- Светлова, Анастасия Андреевна
- Сидоренко, Игорь Александрович[21][22]
- Сумская, Элла Борисовна
- Шумилов, Алексей Павлович

Заслуженные деятели искусств России
Охотникова, Людмила Васильевна
Заслуженные артисты Украины
- Свободин, Григорий Семёнович

Герой Советского Союза
- Лисицын, Константин Сергеевич — герой-разведчик, после войны работал актёром

#### Труппа театра в настоящее время
Народные артисты России
- Кириллов, Валерий Юрьевич

Заслуженные артисты России
- Асташин, Вадим Михайлович
- Зуборенко, Николай Степанович
- Крылова, Галина Геннадьевна
- Малькова, Татьяна Вячеславовна
- Мундум, Евгений Константинович
- Позднякова, Татьяна Константиновна
- Сидорова, Ирина Сергеевна
- Смирнов, Валерий Павлович
- Соколов, Валерий Константинович
- Чельцова, Ирина Фёдоровна

### Художники
- Заслуженный художник РСФСР Левитан, Александр Матвеевич
- Заслуженный деятель искусств РСФСР Медовщиков, Николай Николавич
- Актёр Александр Незванов

## Награды театра
- Орден Октябрьской Революции
- Орден Трудового Красного Знамени
- Премия Правительства Российской Федерации имени Фёдора Волкова за вклад в развитие театрального искусства Российской Федерации (31 мая 2000 года)[23]
- Российская национальная театральная премия "Золотая маска" в номинации «Драма/спектакль большой формы» - за спектакль "Без названия" по пьесе А.П. Чехова ["Безотцовщина"] (2013)
- Премия Станиславского с формулировкой в номинации «За развитие сценического искусства и театрального дела»[24]